# Мендеш, Карлуш Эдуарду де Фиори
Карлуш Эдуарду де Фиори Мендеш, также известен как Каду́ (порт.-браз. Carlos Eduardo de Fiori Mendes; родился 31 августа 1986, Андрадина, Бразилия) — бразильский футболист, атакующий полузащитник.

## Карьера
Начинал Каду в клубе «Порту-Алегри», где играл 2 года. В 2007 году перешёл в «Зету», где отыграл столько же. С 2009 выступал за «Црвену Звезду», в 2013 году перешёл в тираспольский «Шериф», в котором дебютировал в турнирах под эгидой УЕФА 16 июля 2013 года. Свой первый гол в еврокубковых турнирах забил 23 июля в матче против «Сутьески» в рамках отборочного раунда Лиги чемпионов, который закончился разгромной победой гостей со счетом 0:5. В этом же сезоне вместе с командой пробился в групповой этап Лиги Европы. В составе команды стал чемпионом Молдавии сезона 2013/14. 24 мая 2015 года выиграл с «Шерифом» Кубок Молдавии 2014/15. 25 июля стал обладателем Суперкубка Молдавии 2015, матч против «Милсами» закончился со счётом 3:1. В марте 2016 года по семейным причинам покинул молдавский клуб.

## Достижения
Црвена Звезда
- Обладатель Кубка Сербии (2): 2010, 2012

 Шериф
- Чемпион Молдавии (1): 2013/14
- Бронзовый призёр чемпионата Молдавии (1): 2014/15
- Обладатель Кубка Молдавии (1): 2014/15
- Обладатель Суперкубка Молдавии (1): 2015
- Финалист Суперкубка Молдавии (1): 2014